# سیارک ۲۱۹۲۴
سیارک ۲۱۹۲۴ (به انگلیسی: 21924 Alyssaovaitt، نامگذاری:1999VN53) بیست و یک هزار و نهصد و بیست و چهارمین سیارک کشف شده‌است که در ۴ نوامبر ۱۹۹۹ کشف شد.
قدر مطلق سیارک برابر ۱۴.۱ است.